# 1,3-Indandion
1,3-Indandion ist ein Diketon aus der Gruppe der bicyclischen aromatischen Kohlenwasserstoffe.

## Gewinnung und Darstellung
1,3-Indandion kann durch eine Claisen-Kondensation mit Diethylphthalat oder Dibutylphthalat als Ausgangsmaterial mit anschließender Hydrolyse und Decarboxylierung gewonnen werden.
Die Oxidation von Indan mit Oxidationsmitteln wie z. B. Wasserstoffperoxid oder tert-Butylhydroperoxid verläuft nur mit schlechten Ausbeuten, als Hauptprodukt entsteht dabei 1-Indanon.

## Eigenschaften

### Physikalische Eigenschaften
Die Bildungsenthalpie von 1,3-Indandion in der Gasphase bei 298,15 K beträgt −165,0 ± 2,6 kJ/mol, die Schmelzenthalpie 17,2 kJ/mol und die Verdampfungsenthalpie 72,6 kJ/mol.

### Chemische Eigenschaften
Im 1,3-Indandion-Molekül liegt eine Keto-Enol-Tautomerie vor
Die Bromierung von 1,3-Indandion zu 2-Brom-1,3-indandion (Schmelzpunkt 118–120 °C) verläuft über die Enolform unter Abspaltung von Bromwasserstoff. Auch eine weitere Bromierung zu 2,2-Dibrom-1,3-indandion (Schmelzpunkt 181–182 °C) verläuft nach dem gleichen Mechanismus über die Enolform des Monobromderivats.
Die Reduktion von 1,3-Indandion nach Clemmensen mit amalgamiertem Zink in Salzsäure führt zum Indan. Als Nebenprodukt entsteht Inden.
Katalytische ionische Hydrierung mit Triethylsilan und Trifluoressigsäure führt ebenfalls zum Indan.
Wird die Reduktion mit Natriumborhydrid und Palladium als Katalysator durchgeführt, so geht die Reduktion nur bis zum 3-Hydroxy-1-indanon, bzw. in weiterer Folge zum 1,3-Indandiol.
Auch die Reduktion mit Zinkstaub in Eisessig liefert 3-Hydroxy-1-indanon.

## Verwendung
1,3-Indandion kann durch Reaktion mit 1,1-Diphenylaceton zu Diphacinon (einem Rodentizid) weiterverarbeitet werden.
1,3-Indandion kann neben 1-Indanon und 2-Indanon als Ausgangsstoff zur Herstellung von Ninhydrin eingesetzt werden. Als weitere Reagenzien werden N-Bromsuccinimid und Dimethylsulfoxid eingesetzt.

## Externe Links zu erwähnten Verbindungen
1. ↑  Externe Identifikatoren von bzw. Datenbank-Links zu 2,2-Dibrom-1,3-indandion:  CAS-Nr.: 1685-97-8, PubChem: 267415, Wikidata: Q82036250.
2. ↑  Externe Identifikatoren von bzw. Datenbank-Links zu 3-Hydroxy-1-indanon:  CAS-Nr.: 26976-59-0, PubChem: 176448, Wikidata: Q82927683.
3. ↑  Externe Identifikatoren von bzw. Datenbank-Links zu 1,3-Indandiol:  CAS-Nr.: 112166-53-7, Wikidata: Q131389099.
4. ↑  Externe Identifikatoren von bzw. Datenbank-Links zu 1,1-Diphenylaceton:  CAS-Nr.: 781-35-1, EG-Nr.: 212-307-9, ECHA-InfoCard: 100.011.189, PubChem: 69907, Wikidata: Q72472996.
5. ↑  Externe Identifikatoren von bzw. Datenbank-Links zu 2-Indanon:  CAS-Nr.: 615-13-4, EG-Nr.: 210-410-3, ECHA-InfoCard: 100.009.465, PubChem: 11983, ChemSpider: 11488, Wikidata: Q15906443.